# Valična vas
Valična vas este o localitate din comuna Ivančna Gorica, Slovenia, cu o populație de 31 de locuitori.